# 1841 a vasúti közlekedésben
Ez a szócikk a 1841-ben történt vasúti eseményeket mutatja be.

## Események a világban
- Március 1. - Megnyílt a Manchester and Leeds Railway[1]
- Március 29. – A Glasgow, Paisley and Greenock Railway megnyitotta Glasgow Bridge Street vasútállomást

## Július
- Július 5. - Thomas Cook megszervezi az első vonatos kirándulást.[2]

## Szeptember
- Szeptember 19. - Megnyílt az első nemzetközi vasútvonal Strassbourg és Bázel között.